# Daniel Ljung
Daniel Birger Ljung, född 29 november 1998, är en svensk fotbollsspelare som spelar för Östers IF i Allsvenskan.

## Karriär
Ljungs moderklubb är IF Hallby. Därefter gick han till Jönköpings Södra. I december 2017 värvades Ljung av Assyriska IK, där han skrev på ett tvåårskontrakt. Totalt spelade Ljung 54 tävlingsmatcher och gjorde nio mål under två säsonger för Assyriska IK.
I november 2019 återvände Ljung till Jönköpings Södra, där han skrev på ett treårskontrakt. Ljung tävlingsdebuterade den 9 mars 2020 i en 2–0-vinst över Örgryte IS i Svenska cupen. Ljung gjorde sin Superettan-debut den 27 juni 2020 i en 0–3-förlust mot Halmstads BK, där han blev inbytt i den 78:e minuten mot Dzenis Kozica.
I december 2022 lämnade Ljung Jönköping och skrev på för seriekonkurrenten Östers IF för de kommande tre säsongerna.